# Hadrodontes fulvescens
Hadrodontes fulvescens är en fjärilsart som beskrevs av Aurivillius 1891. Hadrodontes fulvescens ingår i släktet Hadrodontes och familjen praktfjärilar. Inga underarter finns listade i Catalogue of Life.